# Programa Transbordador–Mir
El Programa Transbordador–Mir va ser un programa espacial col·laboratiu entre Rússia i els Estats Units, que va implicar la visita dels Transbordadors Espacials americans a l'estació espacial russa Mir, els cosmonautes russos volant en el transbordador, i un astronauta americà volant a bord d'una nau espacial Soiuz per participar en expedicions de llarga duració a bord de la Mir.
El projecte, a vegades anomenat "Fase U", va ser destinat a permetre als Estats Units aprendre de l'experiència russa en el vol espacial de llarga duració i per fomentar l'esperit de cooperació entre les dues nacions i les seves agències espacials, la National Aeronautics and Space Administration (NASA) estatunidenca i l'Agència Espacial Federal Russa (Roskosmos). El projecte va ajudar a preparar el camí per a aventures espacials cooperatives addicionals; específicament, la "Fase Dos" del projecte conjunt, la construcció de l'Estació Espacial Internacional (ISS). El programa va ser anunciat en el 1993, la primera missió va començar en el 1994 i el projecte va continuar fins a la seva finalització programada en el 1998. Onze missions del Transbordador Espacial estatunidenc, un vol Soiuz conjunt i gairebé 1000 dies acumulats a l'espai per astronautes americans que van tenir lloc en el transcurs de set expedicions de llarga duració.
Durant aquest programa de quatre anys, es van aconseguir diverses fites en el vol espacial per ambdues nacions, incloent-hi el primer astronauta americà en llançar-se a bord d'una nau espacial Soiuz, la nau espacial mai construïda fins llavors en la història, i la primera activitat extravehicular efectuada per americans utilitzant vestits espacials Orlan russos.
El programa es va veure entelat per diverses preocupacions, en part per la feble seguretat de la Mir seguit per un incendi i una col·lisió, problemes financers amb el Programa Espacial Rus i preocupacions dels astronautes sobre les actituds dels administradors del programa. De totes maneres, es van obtenir molts resultats científics, experiència en la construcció d'estacions espacials i coneixement en el treball cooperatiu a l'espai a través de les operacions combinades, permetent una millor construcció de la ISS en el futur.

## Rerefons

Seguit amb el Programa de Proves Apollo–Soiuz, es va proposar un programa "Transbordador-Saliut" en la dècada de 1970, mai realitzat. Aquesta imatge renderitzada mostra un Transbordador Espacial americà acoblat a una estació espacial Saliut de segona generació, amb una nau espacial Soiuz acoblada al port de popa de la Saliut.

Els orígens del Programa Transbordador–Mir venen del Programa de Proves Apollo–Soiuz, que va resultar en una missió conjunta entre els Estats Units i la Unió Soviètica durant la Guerra Freda i l'acoblament entre una nau espacial Apollo estatunidenca i una Soiuz soviètica en el 1975. Això va ser seguit de les converses entre la NASA i Intercosmos en la dècada de 1970 sobre un programa "Transbordador-Saliut" per enviar missions del Transbordador Espacial a l'estació espacial Saliut, i també, amb converses posteriors en la dècada de 1980, la consideració de futurs vols dels transbordadors soviètics del programa Buran a la futura estació espacial americana – el programa "Transbordador-Saliut" no es va materialitzar tot i l'existència del programa soviètic Intercosmos.
Això va canviar després de la Dissolució de la Unió Soviètica: 
La fi de la Guerra Freda i la Cursa Espacial va reduir el finançament de l'estació espacial modular americana Freedom, que estava planificada des de la dècada de 1980.
Les mateixes dificultats pressupostàries d'altres nacions amb els projectes d'estacions espacials va provocar que els funcionaris governamentals americans iniciessin negociacions amb socis a Europa, Rússia, Japó i Canadà a principis de la dècada de 1990 per començar un projecte d'estació espacial col·laboratiu i multinacional.
En la Federació Russa – l'estat successor de la Unió Soviètica i el seu programa espacial – la situació econòmica deteriorada a causa del caos econòmic postsoviètic va fer créixer els problemes financers de l'actual programa de l'estació espacial russa; La construcció de l'estació espacial Mir-2 com a substitució de l'envellida Mir fou il·lusionària, ja que només es va construir el bloc base, DOS-8.
Aquests desenvolupaments va resultar que els anteriors adversaris s'unissin amb el Programa Transbordador–Mir, que va facilitar el camí a l'Estació Espacial Internacional, un projecte conjunt amb diversos socis internacionals.

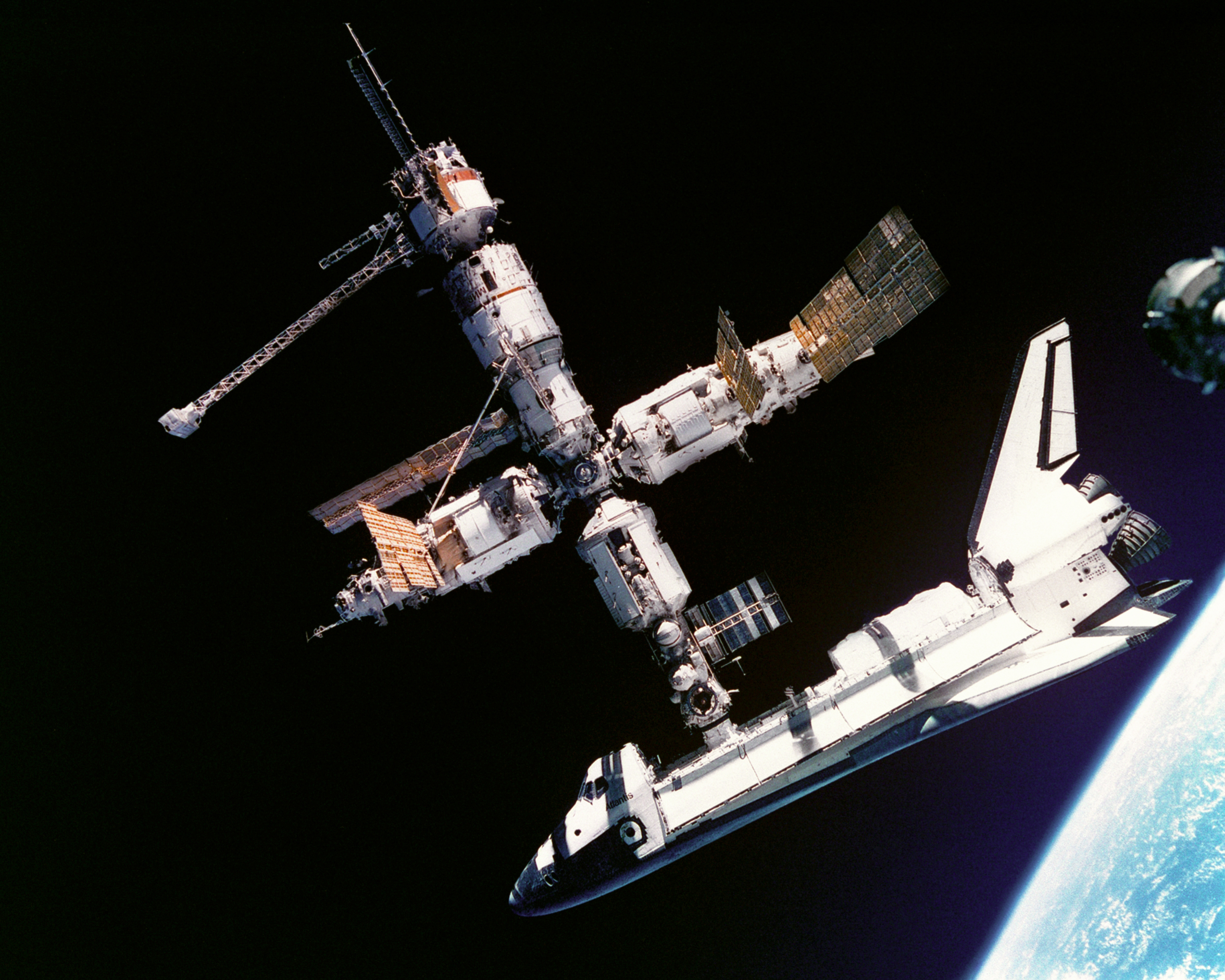
El Transbordador Espacial Atlantis acoblat a la Mir en el STS-71

En juny de 1992, el president estatunidenc George H. W. Bush i el rus Borís Ieltsin van posar-se d'acord per cooperar en l'exploració espacial firmant l'Acord entre els Estats Units d'Amèrica i la Federació Russa de Cooperació en l'Exploració i l'Ús de l'Espai Exterior per a Propòsits Pacífics. Aquest acord va resultar en un projecte espacial conjunt on un astronauta americà entraria en l'estació espacial russa Mir i dos cosmonautes russos ho farien en el Transbordador Espacial.
En setembre de 1993, el Vicepresident estatunidenc Al Gore, Jr., i el Primer Ministre rus Víktor Chernomyrdin van anunciar plans per a una nova estació espacial, que eventualment resultaria en l'Estació Espacial Internacional. També es van posar d'acord que, en preparació per aquest nou projecte, els Estats Units participarien activament en el projecte Mir dels pròxims anys, amb el nom clau "Fase U" (la construcció de la ISS seria la "Fase Dos").
El primer vol del Transbordador Espacial a la Mir va ser una missió d'encontre espacial sense acoblament en el STS-63. Això va ser seguit durant el transcurs del programa per un total de 9 missions d'acoblament Transbordador-Mir, des del STS-71 al STS-91. El Transbordador va rotar les tripulacions i el lliurament de subministraments, i una missió, el STS-74, va transportar un mòdul d'acoblament i un parell de panells solars a la Mir. Es van realitzar diversos experiments científics, tant en els vols del Transbordador com les estades de llarga duració a bord de l'estació. El programa també va veure el llançament de dos nous mòduls, el Spektr i el Priroda, a la Mir, que van ser utilitzats pels astronautes americans com a zona principal per viure i laboratoris per conduir la majoria de la ciència a bord de l'estació. Aquestes missions van permetre a la NASA i l'Agència Espacial Federal Russa a apendre a treballar amb socis internacionals a l'espai i com minimitzar els riscs associats en la construcció d'una gran estació espacial en òrbita, que s'havia de realitzar en la ISS.
El projecte també va servir com a astúcia del govern americà, proporcionant un canal diplomàtic per la NASA en prendre part en el programa espacial rus amb problemes de finançament. Això també va permetre al nou govern rus a mantenir la Mir en operació, a part del programa espacial rus, garantint que el govern rus mantingués (i manté) bones relacions amb els Estats Units.

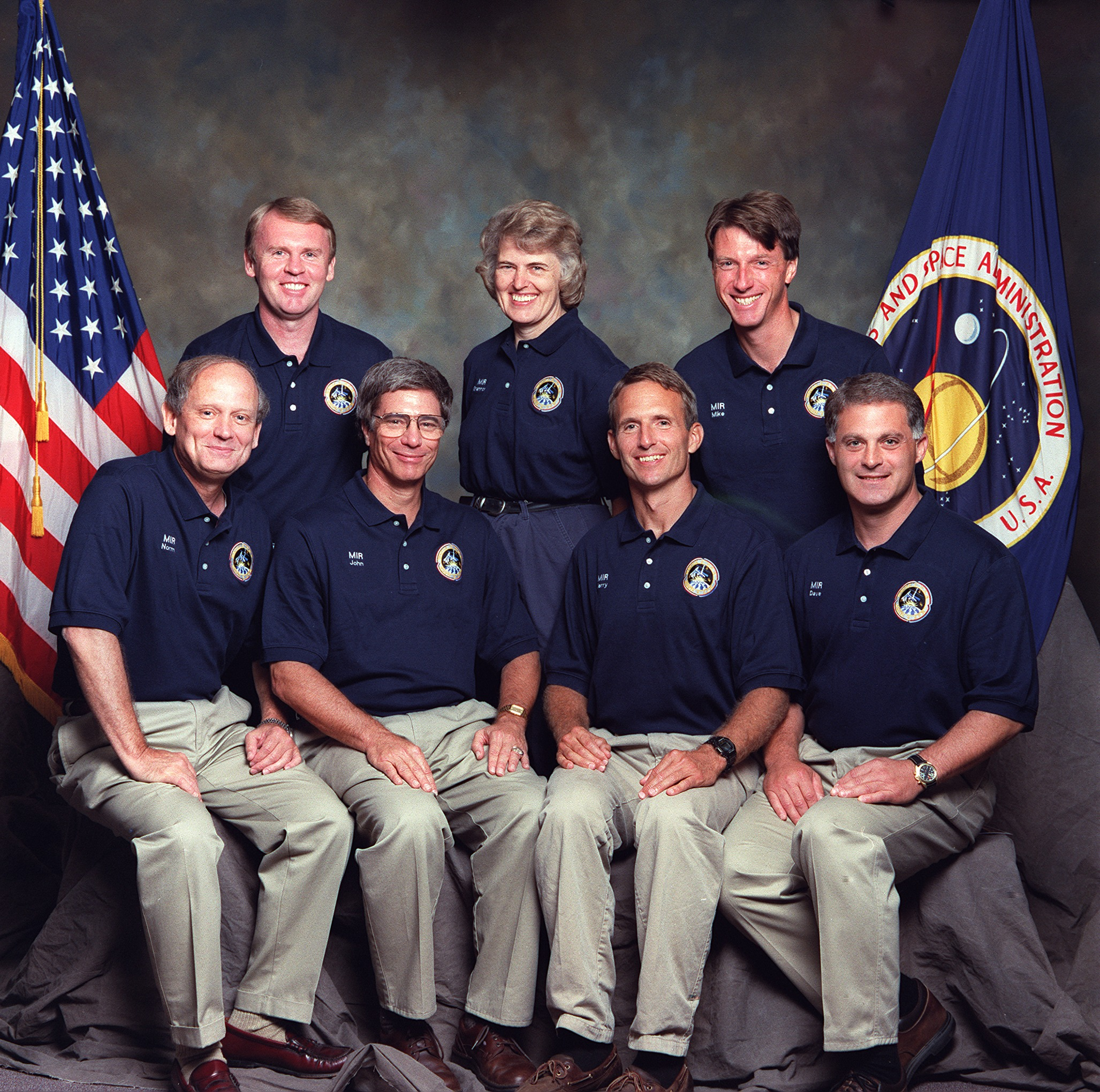
Els set astronautes americans que van potar a terme els Increments de llarga duració a la Mir

### Increments
A més dels vols del Transbordador a la Mir, la Fase U també es va caracteritzar per set "Increments" a bord de l'estació, estades de llarga duració a bord de la Mir per astronautes americans. Els set astronautes que van prendre part en els Increments van ser, Norman Thagard, Shannon Lucid, John Blaha, Jerry Linenger, Michael Foale, David Wolf i Andrew Thomas, que es van traslladar a la Ciutat de les Estrelles, Rússia, per realitzar diversos entrenaments en aspectes d'operació de la Mir i la nau espacial Soiuz utilitzada per transports de l'estació. Els astronautes també van rebre pràctiques sobre activitats extravehiculars a l'exterior de la Mir i lliçons en llengua russa, que seria utilitzada en les missions per comunicar-se amb els altres cosmonautes a bord de l'estació i el Control de Missions a Rússia, el TsUP.
Durant les expedicions a bord de la Mir, els astronautes van realitzar diversos experiments, incloent-hi el creixement de cultius i cristalls, i van prendre centenars de fotografies de la Terra girant amb serenitat per sota d'ells. També van assistir al manteniment i reparació de l'envellida estació, seguit de diversos incidents amb incendis, col·lisions, pèrdues d'energia, girs descontrolats i fuites tòxiques. En total, els astronautes americans van passar gairebé mil dies a bord de la Mir, permetent a la NASA aprendre sobre les estades espacials de llarga duració, particularment en temes de psicologia i com realitzar les programacions d'experiments a bord d'estacions espacials.

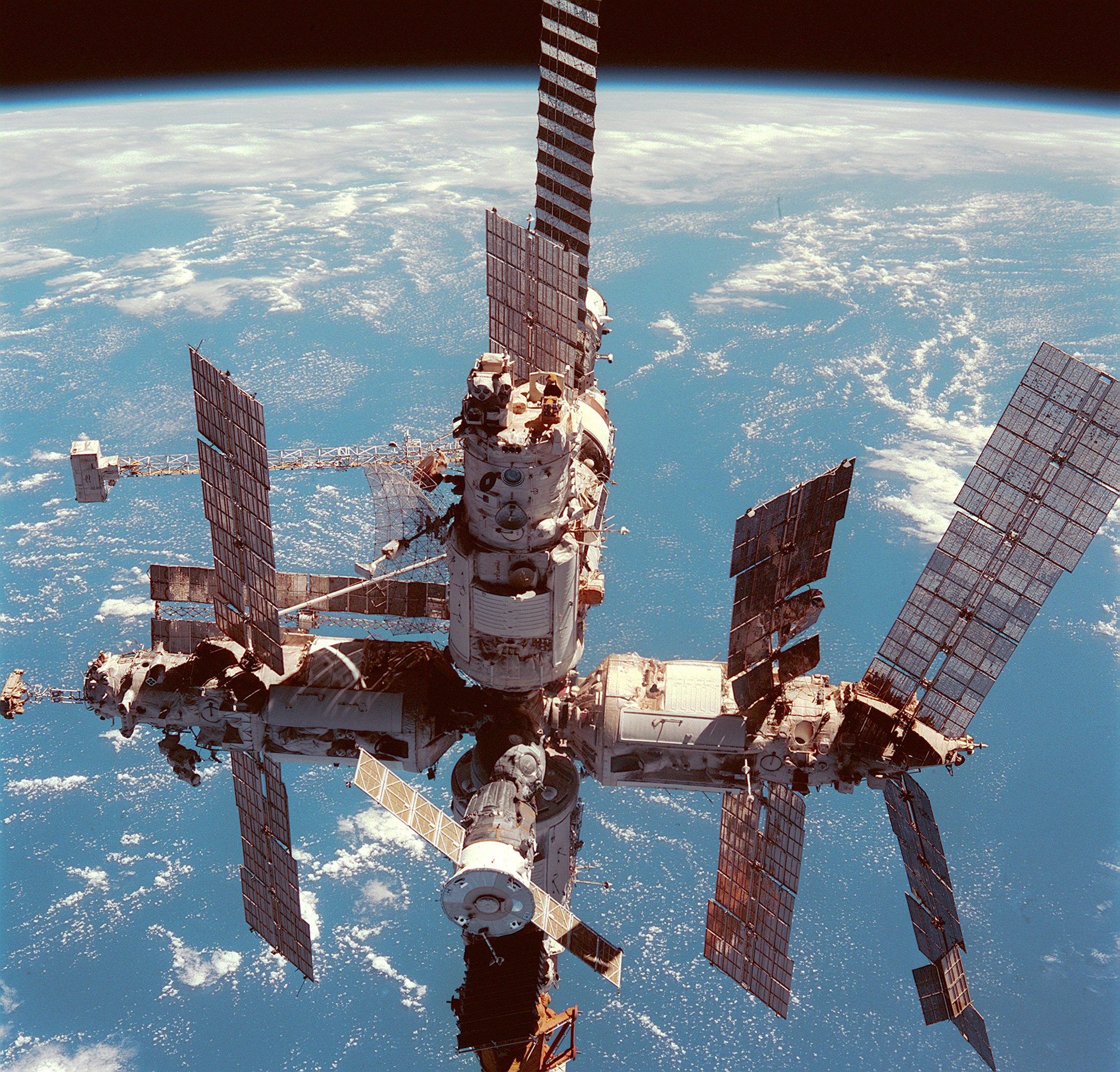
Vista de la Mir des del Transbordador Espacial Discovery quan va deixar l'estació durant el STS-91

### Mir
La Mir va ser construïda entre 1986 i 1996 i va ser la primera estació espacial modular. Va ser la primera estació de recerca a l'espai de llarga duració sempre habitada, i prèviament es va arribar al rècord de la més llarga presència humana a l'espai, des de vuit dies fins a deu anys. El propòsit de la Mir va ser la de proveir d'un gran laboratori científic habitable a l'espai, i, a través d'un seguit de col·laboracions, incloent-hi el Intercosmos i el Transbordador-Mir, va ser internacionalment accessible a cosmonautes i astronautes de diferents països. L'estació va funcionar fins al 23 de març de 2001, fins al punt que es va desorbitar deliberadament, i es va desintegrar durant la reentrada atmosfèrica.
La Mir estava basada en la sèrie d'estacions espacials Saliut que havien sigut llançades prèviament per la Unió Soviètica (des de 1971 es van llançar set estacions espacials Saliut), i van ser principalment mantingudes per naus espacials Soiuz russes tripulades i les Progress per als subministraments. El Transbordador Espacial Buran va ser programat per visitar la Mir, però el programa va ser cancel·lat després del seu primer vol espacial no tripulat. Els Transbordadors Espacial americans van utilitzar una anella d'acoblament anomenada Androgynous Peripheral Attach System dissenyada originalment pel Buran, muntada en un suport originalment per a l'ús a l'Estació Espacial Freedom americana.
Amb el Transbordador Espacial acoblat a la Mir, les zones habitables formaven la nau espacial més gran fins llavors, amb una massa combinada de 250 tones mètriques.

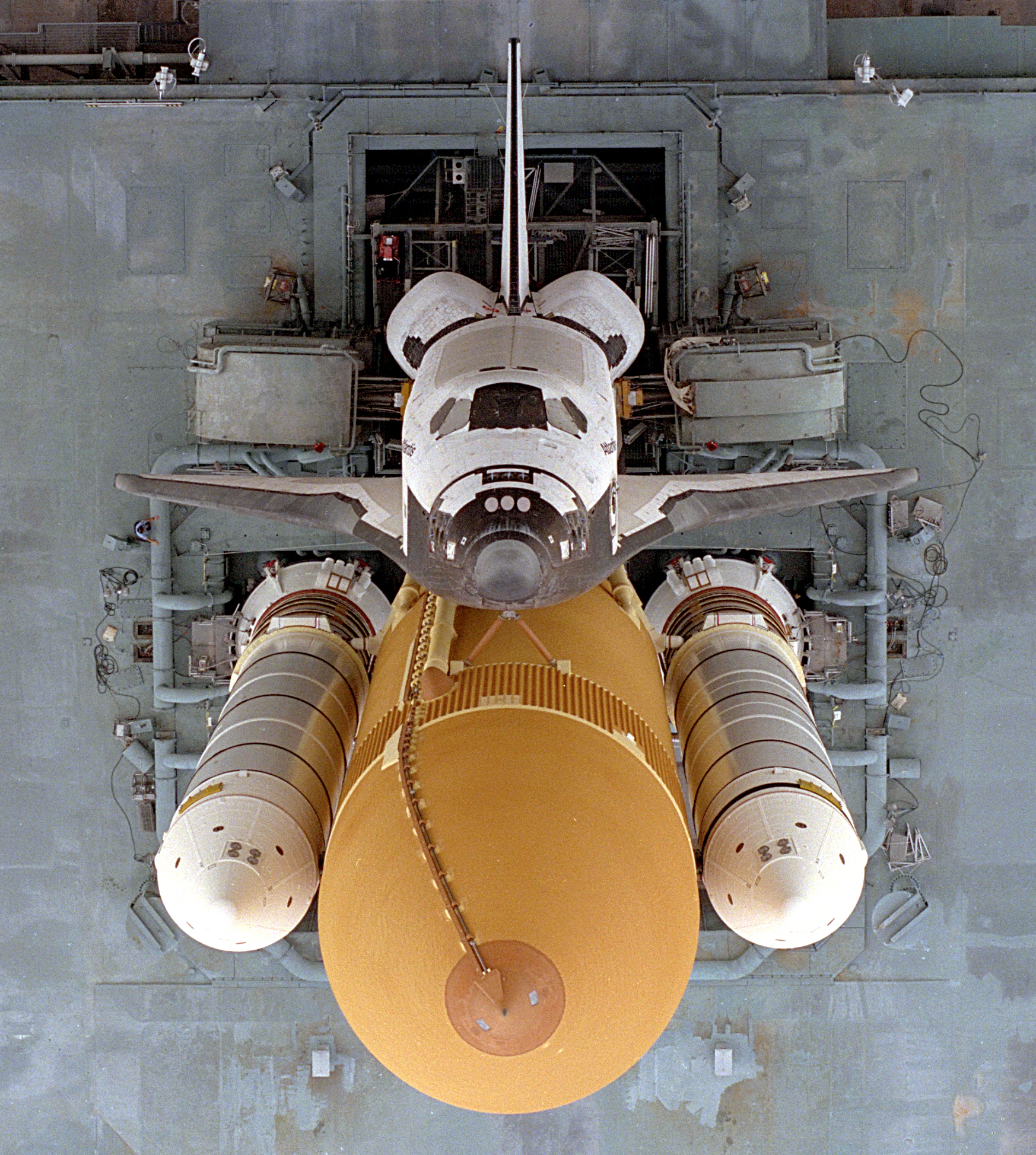
Una vista general del Atlantis muntat sobre el Mobile Launcher Platform (MLP) abans del STS-79

### Transbordador Espacial
El Transbordador Espacial de la NASA, oficialment anomenat el Space Transportation System (STS), va ser el vehicle de llançament espacial tripulat més utilitzat llavors pel govern dels Estats Units. Es van construir un total de cinc orbitadors utilitzables, i tres van estar en servei fins a la finalització del programa en el 2011. Aquesta nau espacial va ser llançada verticalment, normalment transportant entre cinc a set astronautes (tot i que es podia transportar fins a vuit, o onze en ocasió d'emergència) amb una càrrega útil total de 23.000 kg en òrbita terrestre baixa. Quan es completava la missió, s'encenien els impulsadors de maniobres per reduir l'òrbita i reentrar en l'atmosfera terrestre. Durant el descens i aterratge, la nau serveix com a planador i realitza un aterratge sense ús d'energia.
El Transbordador fou la primera nau espacial orbital dissenyada per a la reutilització parcial. Va transportar grans càrregues a diverses òrbites, i durant els programes Transbordador–Mir i ISS, va proporcionar rotació de la tripulació com també subministraments, mòduls i peces pels equips de les estacions. Cada Transbordador va ser dissenyat per una vida útil de 100 llançaments o 10 anys de vida operacional.
En total, es van realitzar 9 missions d'acoblament a la Mir, des de 1995 a 1997 durant la "Fase U": Transbordador Espacial Atlantis es va acoblar 7 vegades a la Mir, amb el Discovery i Endeavour cadascun en una missió d'acoblament. Com que el Transbordador Espacial Columbia va ser el més antic i pesant de la flota, no fou adequat per a operacions eficients als 51,6 graus d'inclinació de la Mir (i més tard la ISS) – El Columbia no va ser equipat amb la cambra d'aire externa necessària i l'Orbital Docking System, i mai va volar cap a l'estació.

## Cronologia

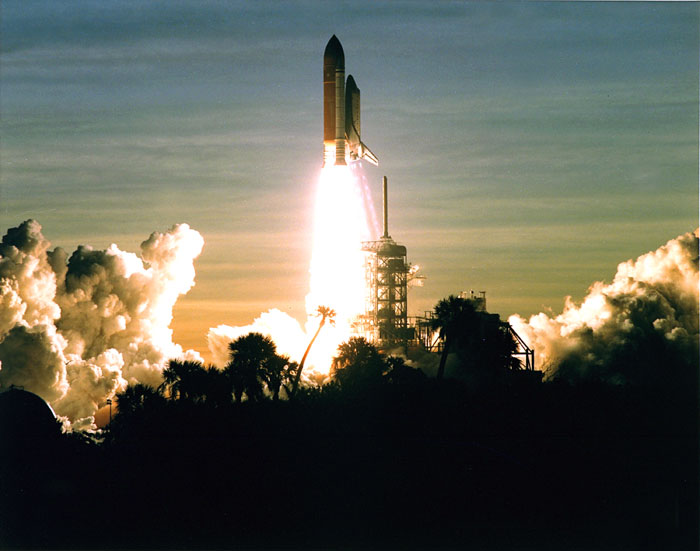
El Programa Transbordador–Mir comença—el Discovery es llança en la seva missió STS-60, el primer vol del programa.

### Inici de nova cooperació (1994)
La Fase U del Programa Transbordador–Mir va començar el 3 de febrer de 1994, amb el llançament del Transbordador Espacial Discovery en la seva 18a missió, el STS-60. Aquesta missió de vuit dies fou el primer vol del transbordador de l'any, el primer vol d'un cosmonauta rus, Serguei Krikaliov, a bord del transbordador americà, i va marcar l'inici de l'augment de cooperació espacial per les dues nacions, 37 anys després de començar la Cursa Espacial. Part d'un acord internacional en vol espacial tripulat, la missió va ser el segon vol del mòdul pressuritzat Spacehab i va marcar la centena càrrega útil "Getaway Special" en volar a l'espai. La càrrega primària de la missió va ser el Wake Shield Facility (o WSF), un dispositiu dissenyat per generar noves pel·lícules semiconductores per electrònica avançada. El WSF va ser traslladat utilitzant l'extrem del braç robòtic de la Discovery' en el transcurs del vol. Durant la missió, els astronautes a bord del Discovery també van transportar diversos experiments a bord del mòdul Spacehab en la zona de càrrega del transbordador, i van formar part en una connexió de so i video bidireccional en directe entre ells i els tres cosmonautes a bord de la Mir, Valeri Poliakov, Víktor Afanàssiev i Iuri Ussatxov (expedicions de la Mir LD-4 i EO-15).

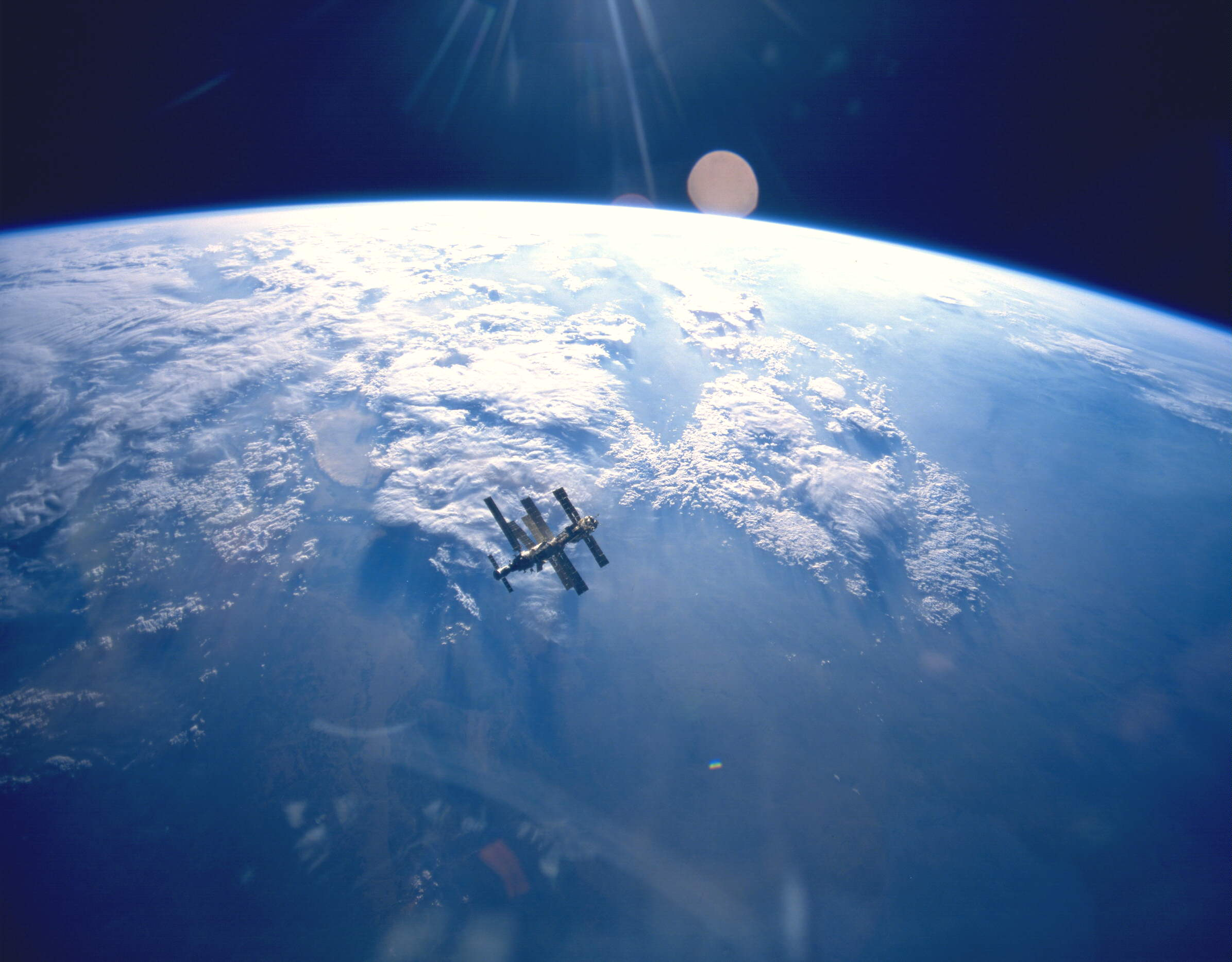
Una vista de la Mir després del desacoblament del Atlantis al final del STS-71

### Amèrica arriba a laMir(1995)
L'any 1995 va començar amb el llançament del Transbordador Espacial Discovery en el 3 de febrer. La missió del Discovery, el STS-63, va ser el segon vol del Transbordador en el programa i el primer vol de la nau amb una dona pilot, Eileen Collins. Referint-se com la missió propera a la Mir, el vol de vuit dies va resultar en el primer encontre d'un Transbordador Espacial amb la Mir, ja que el cosmonauta rus Vladímir Titov i la resta de la tripulació del Discovery' es van acostar a 11 m de la Mir. Després de l'encontre espacial, Collins va realitzar un vol al voltant de l'estació. La missió, un assaig general per a la primera missió d'acoblament del programa, el STS-71, també va comportar la prova de diverses tècniques i equips que serien utilitzats durant les missions d'acoblament que la procedirien.

Cinc setmanes després del vol del Discovery', el 14 de març es va llançar el Soiuz TM-21 transportant a l'expedició EO-18 a la Mir. La tripulació va consistir en els cosmonautes Vladímir Dezhurov i Guennadi Strekàlov i l'astronauta de la NASA Norman Thagard, que es va convertir en el primer americà a volar a l'espai a bord d'una nau espacial Soiuz. Durant el curs dels 115 dies de l'expedició, el mòdul científic Spektr (que va servir com a espai per a viure i treball pels astronautes americans) va ser llançat a bord d'un coet Proton i es va acoblar a la Mir. El Spektr va transportar més de 680 kg d'equip científic dels EUA i d'altres nacions. La tripulació de l'expedició va tornar a la Terra a bord del Transbordador Espacial Atlantis seguit del primer acoblament Transbordador–Mir durant la missió STS-71.

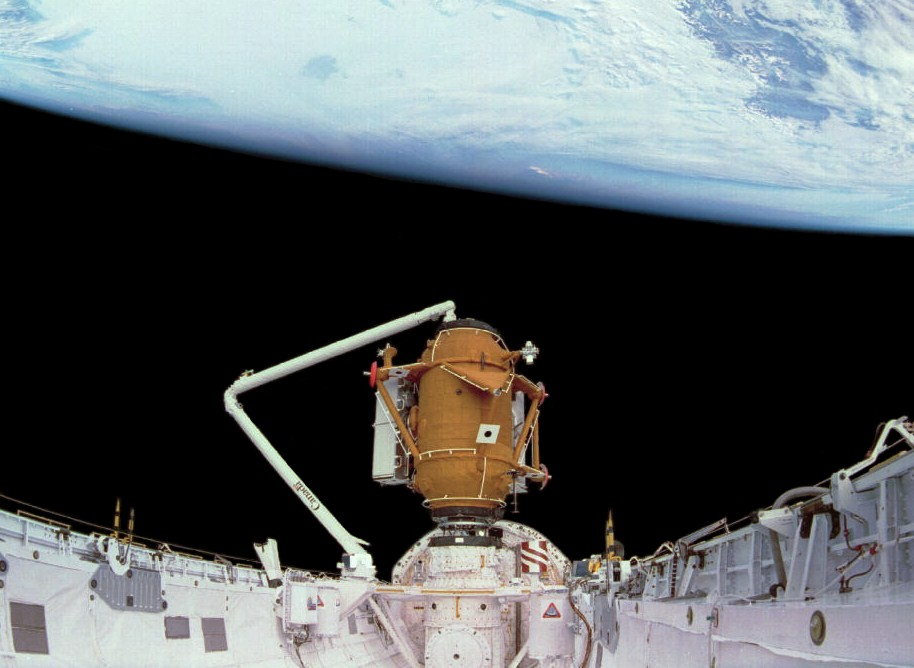
El Mòdul d'Acoblament de la Mir, situat en la zona de càrrega del Atlantis en el STS-74, preparat per ser acoblat al Kristall

Els objectius primaris del STS-71, llançat el 27 de juny, van ser que el Transbordador Espacial Atlantis realitzés un encontre espacial i posteriorment el primer acoblament entre la nau i l'estació. El 29 de juny, el Atlantis es va acoblar amb èxit amb la Mir, convertint-se en la primera nau espacial americana en acoblar-se amb una de russa des del Programa de Proves Apollo-Soiuz en el 1975. Atlantis va transportar els cosmonautes Anatoli Soloviov i Nikolai Budarin, que formarien la tripulació de l'expedició EO-19, i van recuperar l'astronauta Norman Thagard i els cosmonautes Vladímir Dezhurov i Guennadi Strekàlov de la tripulació de l'expedició EO-18. El Atlantis també va transportar a l'òrbita investigacions científiques tant americanes com russes a bord del mòdul Spacelab i va realitzar un abastiment logístic de l'estació.
El vol final del Transbordador en el 1995, el STS-74, va començar amb el llançament el 12 de novembre del Transbordador Espacial Atlantis, i va lliurar el Mòdul d'Acoblament de fabricació russa a la Mir, com també un parell de nous panells solars i altres actualitzacions de maquinari per a l'estació. El Mòdul d'Acoblament va ser dissenyat per proveir més claredat pels Transbordadors en prevenir qualsevol col·lisió amb els panells solars de la Mir durant l'acoblament, es va solucionar un problema durant la STS-71 recol·locant el mòdul Kristall de l'estació en un lloc diferent de l'estació. El mòdul, acoblant al port d'acoblament del Kristall', va prevenir la necessitat d'aquest procediment en les següents missions. Durant el curs del vol, prop de 450 kg d'aigua van ser transferits a la Mir com també mostres d'experiments incloent sang, urina i saliva van ser traslladats al Atlantis per al retorn a la Terra.

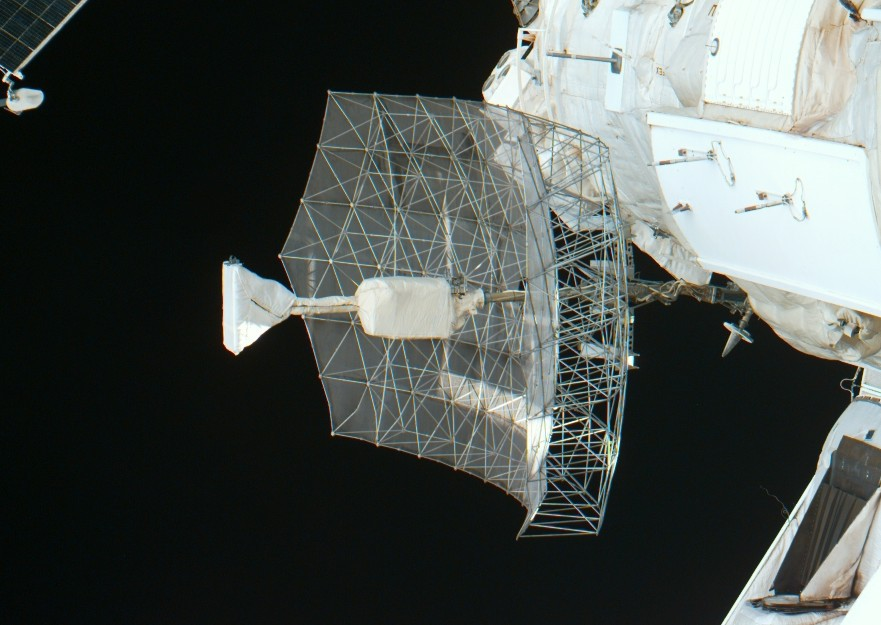
Una vista de l'antena Travers RADAR en el recent llançat mòdul Priroda durant el STS-79

### Priroda(1996)
La presència contínua dels Estats Units a bord de la Mir va començar en el 1996 amb el llançament el 22 de març del Atlantis en la missió STS-76, quan l'astronauta del Segon Increment Shannon Lucid va ser transferit a l'estació. El STS-76 va ser la tercera missió a la Mir, que també va demostrar capacitats de logística amb el desplegament del mòdul Spacehab, i va col·locar paquets d'experiments en el mòdul d'acoblament a bord de la Mir', que va marcar el primer passeig espacial al voltant de vehicles espacials acoblats. Els passeigs espacials van tenir lloc fora de la cabina de la tripulació del Atlantis, proporcionant una valuosa experiència pels astronautes per poder preparar les posteriors missions de muntatge de l'Estació Espacial Internacional.
Lucid es va convertir en la primera dona americana en viure a l'estació, i van seguir una extensió de sis setmanes al seu Increment a causa de problemes amb el Coet Accelarador Sòlid del Transbordador, i en els 188 dies de la missió, els EUA van aconseguir un rècord en vol espacial en solitari. Durant el temps que Lucid va ser a bord de la Mir, el mòdul Priroda, amb 1.000 kg de maquinari científic americà, va ser acoblat a la Mir. Lucid va utilitzar tant el Priroda com el Spektr per realitzar 28 experiments científics diferents i també com a zona per viure.

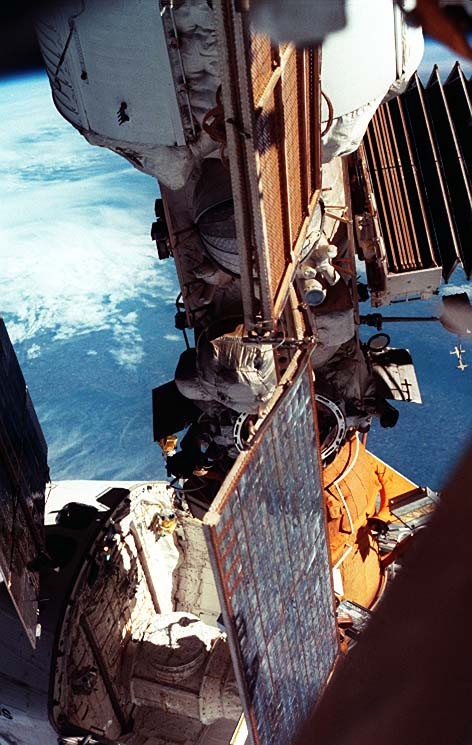
El Transbordador Espacial Atlantis acoblat a la Mir durant el STS-81. Són visibles el compartiment de la tripulació, el nas i una porció de la zona de càrrega del Atlantis, rere els mòduls d'acoblament i el Kristall de la Mir.

Ella va estar a bord de la Mir fins que va arribar el Atlantis en la missió STS-79, que va ser enlairada el 16 de setembre. El STS-79 va ser la primera missió del Transbordador en transportar un doble mòdul Spacehab. Més de 1.800 kg de subministraments van ser transferits a la Mir, incloent-hi aigua generada per les piles de combustible del Atlantis', i experiments que van incloure investigacions en superconductors, desenvolupament de cartílags i altres estudis biològics. Uns 910 kg de mostres d'experiments i equips van ser transferits de la Mir al Atlantis, convertint-se en la transferència de material més gran fins llavors.
Aquest quart acoblament va permetre que John Blaha fos transferit a la Mir per prendre lloc com a astronauta resident pel seu Increment. La seva estada a l'estació va millorar les operacions en diversos aspectes, incloent-hi procediments de transferències un cop acoblat el transbordador, procediments de "traspàs" pels membres de tripulació americans en estades llargues i comunicacions de radioafició "Ham".
Durant aquesta missió es van realitzar dos passeigs espacials a l'estació. El seu objectiu va ser retirar els connectors d'energia elèctrica d'un panell solar de 12 anys en el bloc base i reconnectar els cables als nous panells solars més eficients. En total, Blaha va estar quatre mesos amb la tripulació de cosmonautes Mir-22 realitzant ciència de materials, de fluids, i investigacions de ciències de la vida, abans de tornar a la Terra l'any següent a bord del Atlantis en el STS-81.

### Foc i col·lisió (1997)

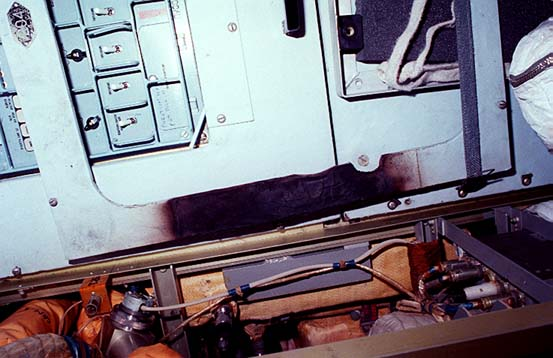
Un panell calcinat a bord de la Mir després de l'incendi

En el 1997, el STS-81 va substituir l'Increment d'astronauta John Blaha per Jerry Linenger, després de l'estada de 118 dies d'en Blaha a bord de la Mir. Durant aquest cincquè acoblament del transbordador, la tripulació del Atlantis va traslladar els subministraments a l'estació i va tornar a la Terra les primeres plantes a completar un clicle de vida a l'espai; un cultiu de blat plantat per Shannon Lucid. Durant cinc dies d'operacions, la tripulació va transferir prop de 2.700 kg de logística a la Mir, i també es va transferir 1.100 kg de materials cap al Atlantis (la quantitat més gran de materials transferits entre dues naus espacials fins llavors).
La tripulació del STS-81 també va provar el Treadmill Vibration Isolation and Stabilization System (TVIS) del Transbordador, dissenyat per a l'ús en el mòdul Zvezda de l'Estació Espacial Internacional. Es van encendre els petits impulsadors vernier del Transbordador durant les operacions per obtenir dades d'enginyeria per "reimpulsar" la ISS. Després del desacoblament, el Atlantis va realitzar una vol al voltant de la Mir, deixant a Linenger a bord de l'estació.

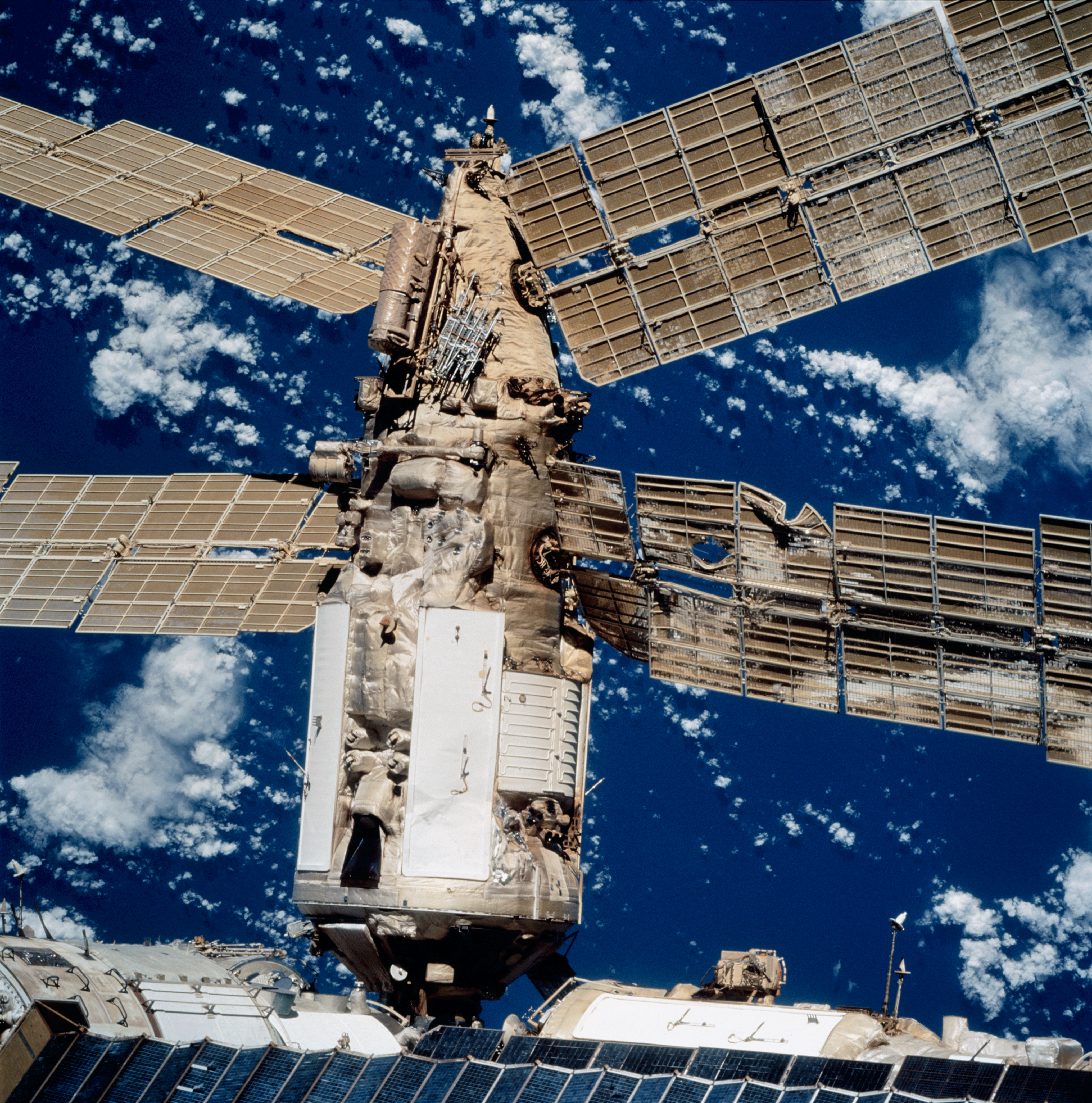
Danys ocasionats per la col·lisió amb el Progress M-34. La fotografia va ser presa pel Transbordador Espacial Atlantis durant el STS 86

Durant el seu Increment, Linenger es va convertir en el primer americà a conduir un passeig espacial des d'una estació espacial estrangera i el primer a provar el vestit espacial de fabricació russa Orlan-M al costat del cosmonauta rus Vasili Tsibliyev. Els tres membres de la tripulació de l'expedició EO-23 van realitzar un vol al voltant en una nau espacial Soiuz, primer desacoblant-se des d'un port d'acoblament de l'estació, i llavors volar manualment i reacoblar la càpsula a un port diferent. Aquest fet va convertir a Linenger com el primer americà a desacoblar-se d'una estació espacial a bord de dues naus espacials diferents (el Transbordador Espacial i la Soiuz).
Linenger i els seus companys russos Vasili Tsibliyev i Aleksandr Lazutkin van patir de diverses dificultats durant la missió. Aquests problemes van incloure l'incendi més sever a bord d'una nau espacial orbitadora (causat per generador d'oxigen de reserva), errors de diversos sistemes a bord, una col·lisió propera amb una nau de subministrament Progress durant una prova del sistema d'acoblament manual a llarga distància i una pèrdua total del sistema elèctric de l'estació. La caiguda d'energia va provocar també una pèrdua del control d'actitud, que va permetre a una caiguda descontrolada a través de l'espai.
El següent astronauta de la NASA a visitar la Mir va ser Michael Foale. Foale i l'especialista de missions russa Elena Kondakova van abordar la Mir des del Atlantis en la missió STS-84. La tripulació del STS-84 va transferir 249 objectes entre les dues naus, com també aigua, mostres d'experiments, subministraments i maquinari. Un dels primers objectes transferits a la Mir va ser una unitat de generació d'oxigen Elektron. Es va aturar el Atlantis tres vegades mentre retrocedia durant la seqüència de desacoblament el 21 de maig. L'objectiu va ser obtenir dades d'un dispositiu sensor europeu dissenyat pels propers encontres del Vehicle de Transferència Automatitzat (o ATV de l'anglès Automated Transfer Vehicle) de l'ESA amb l'Estació Espacial Internacional.

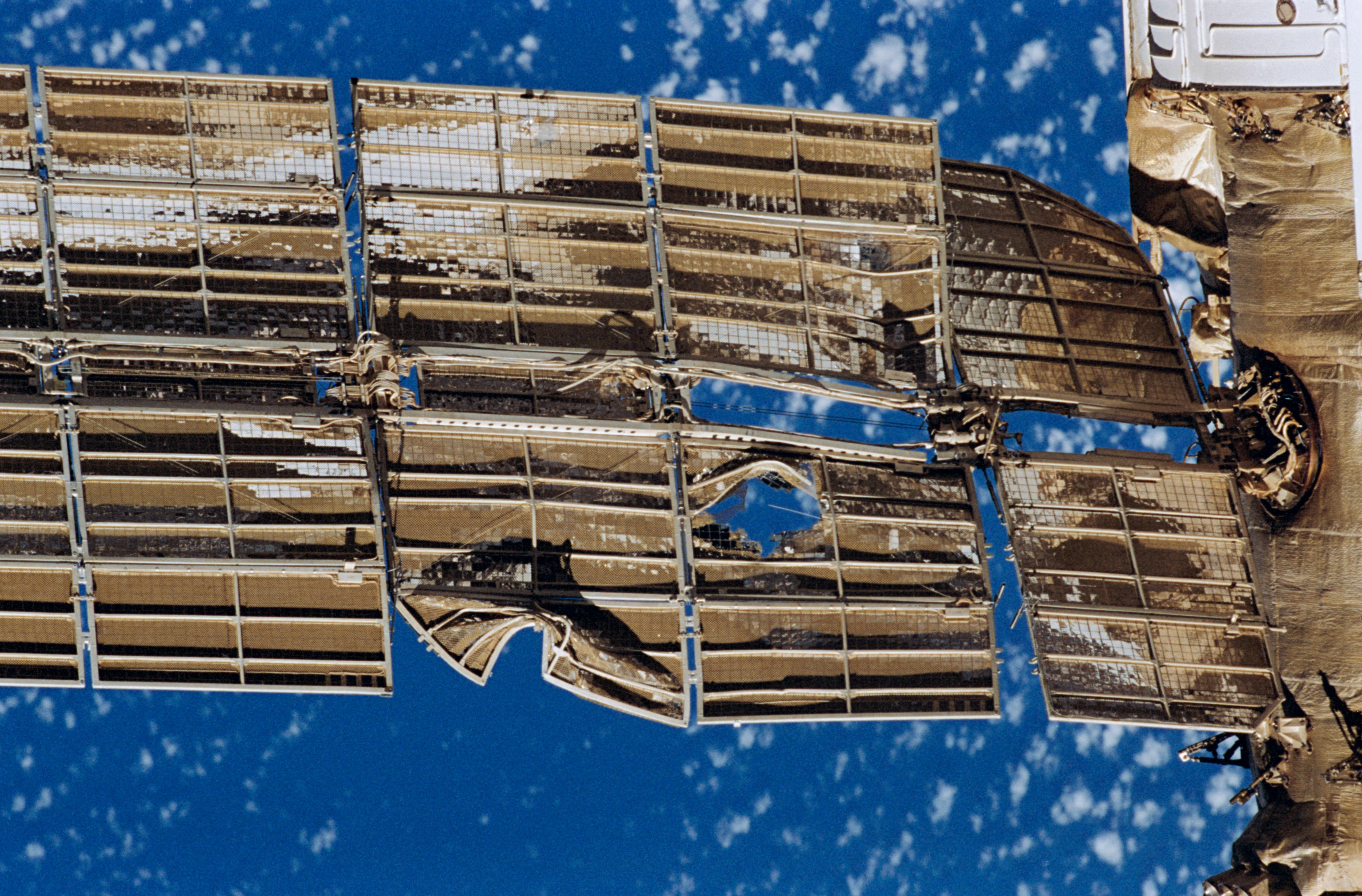
Panells solars danyats en el mòdul Spektr de la Mir després de la col·lisió amb una nau espacial Progress no tripulada el setembre de 1997

L'Increment de Foale va procedir de manera normal fins al 25 de juny, quan una nau de subministrament va col·lidir amb els panells solars del mòdul Spektr durant la segona prova del sistema d'acoblament manual de la Progress, anomenat TORU. La carcassa exterior del mòdul va ser colpejada i foradada, que va causar la pèrdua de pressió de l'estació. Va ser la primera despressurització en òrbita de la història del vol espacial. La tripulació va tallar ràpidament els cables que connectaven el mòdul i van tancar l'escotilla del Spektr per prevenir la necessitat d'abandonar l'estació en la Soiuz d'escapada d'emergència. Els seus esforços van estabilitzar la pressió de l'aire de l'estació, mentre que la pressió en el Spektr, que contenia part dels experiments d'en Foale i efectes personals, va caure en el buit. Afortunadament, el menjar, aigua i altres subministraments vitals van ser emmagatzemats en altres mòduls, i l'esforç de salvament i replanificació d'en Foale i la comunitat científica van minimitzar la pèrdua de les dades d'investigacions.
En un esforç per restaurar part dels sistemes i energia perduts es va procedir a aïllar el Spektr localitzar la fuita, el nou comandant de la Mir, Anatoli Soloviov, i l'enginyer de vol Pàvel Vinogràdov van realitzar la gran tasca de recuperació en la missió. Van entrar en el mòdul buit durant un passeig espacial anomenat "IVA", inspeccionant les condicions del maquinari i els cables funcionals a través d'una escotilla espacial des dels sistemes del Spektr a la resta de l'estació. Després d'aquestes primeres investigacions, Foale i Soloviov van conduir un EVA de sis hores en la superfície exterior del Spektr per inspeccionar el mòdul danyat.

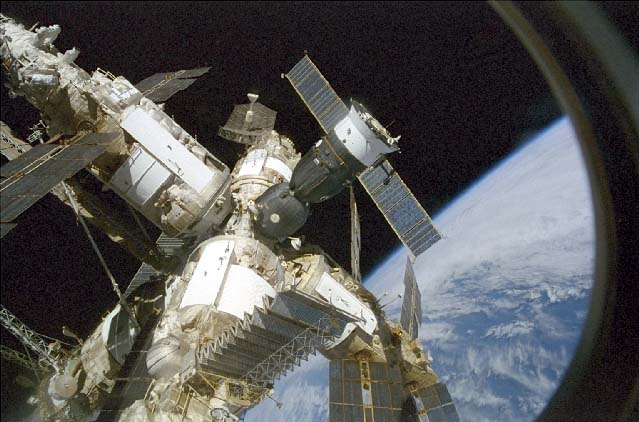
Una vista de la Mir des de la finestra del Atlantis, mostrant diversos mòduls de l'estació i la càpsula Soiuz acoblada

Després d'aquests incidents, el Congrés dels Estats Units i la NASA van considerar l'abandonament del programa per la preocupació de la seguretat dels astronautes però l'administrador de la NASA Daniel Goldin va decidir en continuar amb el programa. El següent vol a la Mir, el STS-86, va portar l'Increment d'astronauta David Wolf a l'estació.
El STS-86 va realitzar el setè acoblament Transbordador–Mir, l'últim de 1997. Durant l'estada del Atlantis, els tripulants Titov i Parazynski van conduir la primera activitat extravehicular conjunta entre americans i russos durant una missió del Transbordador, i la primera on un rus va portar un vestit espacial americà. Durant el vol espacial de cinc hores, van fixar un Solar Array Cap de 55 kg al Mòdul d'Acoblament, per a un proper intent pels tripulants per segellar la fuita del casc del Spektr. La missió va retornar en Foale a la Terra, amb mostres, maquinari, i un vell generador d'oxigen Elektron, i va portar a Wolf a l'estació per als seus 128 dies d'Increment. Wolf va ser originalment l'últim astronauta americà de la Mir, que va ser elegit com a Increment en comptes de l'astronauta Wendy Lawrence. Lawrence va ser considerat no apte pel vol per l'augment dels requeriments russos després de la col·lisió amb el vehicle de subministraments Progress. Les noves normes requerien que tots els membres de la Mir haurien d'estar entrenats i preparats pels passeigs espacials, però el vestit espacial rus no va estar preparat a temps per en Lawrence.

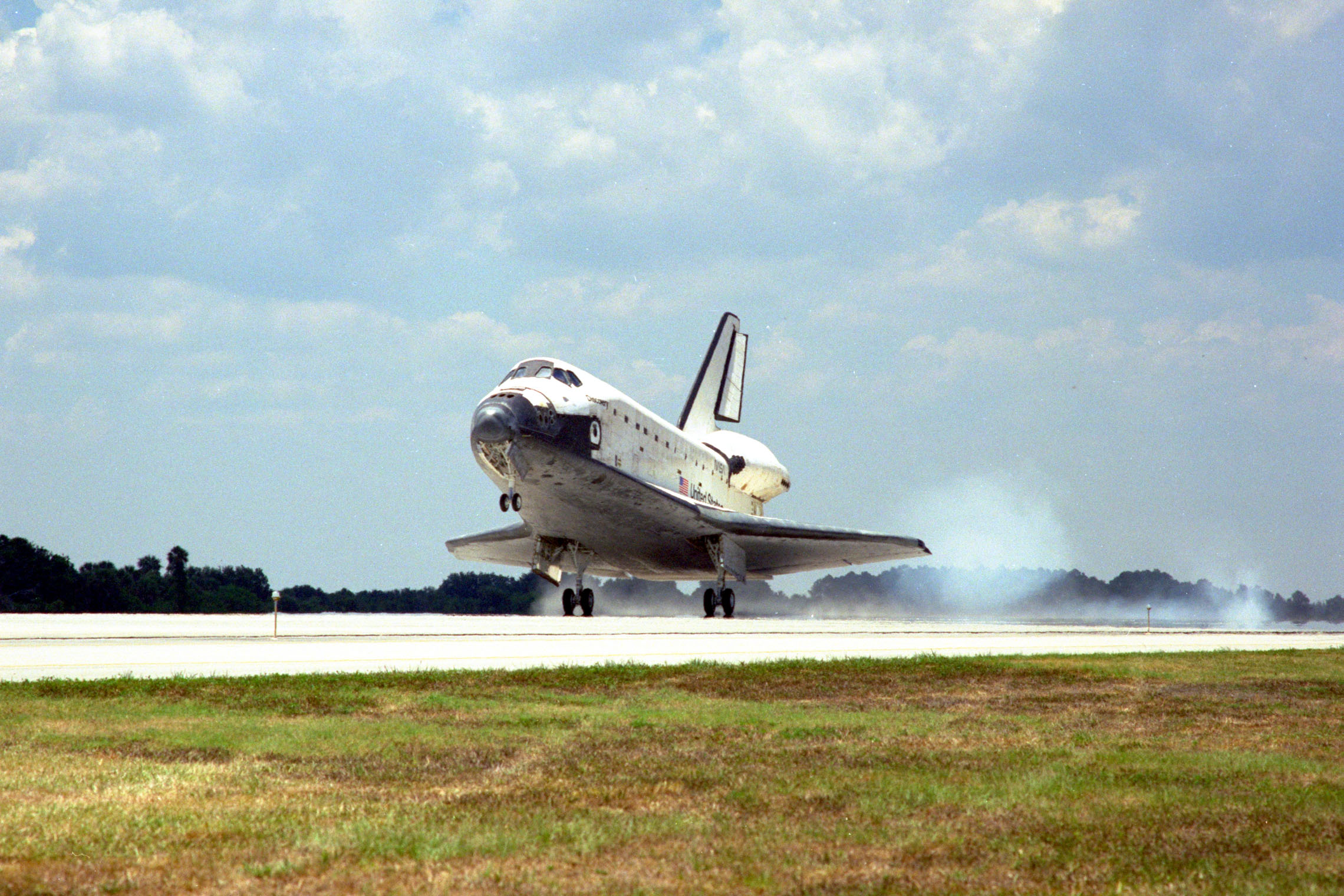
El Transbordador Espacial Discovery aterra al final del STS-91, permetent la finalització del Programa Transbordador–Mir.

### Finalització de la Fase U (1998)
L'últim any de la Fase U va començar amb el vol del Transbordador Espacial Endeavour en el STS-89. La missió va transportar el cosmonauta Salijan Xarípov a la Mir i va substituir David Wolf per Andy Thomas, seguit de l'Increment de 119 dies de Wolf.
Durant aquest Increment, l'últim del programa, Thomas va treballar en 27 investigacions científiques en àrees de tecnologia avançada, ciències de la Terra, ciències de la vida humana, investigació de la microgravetat i mitigació del risc a la ISS. La seva estada a la Mir va ser considerada la més tranquil·la de tot el programa de la Fase U, on cada setmana en Thomas realitzava les "Letters from the Outpost" i van ocórrer dues fites en durada de vol espacial—815 dies consecutius a l'espai per astronautes americans des de l'enlairament de Shannon Lucid en la missió STS-76 el març de 1996, i 907 dies de la l'ocupació de la Mir per astronautes americans que daten del viatge de Norman Thagard a la Mir el març de 1995.
Thomas va tornar a la Terra en la missió final del Transbordador–Mir, el STS-91. La missió va tancar la Fase U, amb les tripulacions EO-25 i STS-91 transferint aigua a la Mir i intercanviant aproximadament 2.100 kg de càrrega d'experiments i subministraments entre les dues naus. Els experiments de llarg termini americans van ser traslladats a bord de la Mir cap al Discovery. Les escotilles es van tancar per al desacoblament a les 9:07 a.m. Horari de l'est d'Amèrica del Nord (Eastern Daylight Time o EDT) el 8 de juny i la nau es va separar a les 12:01 p.m. EDT el mateix dia.

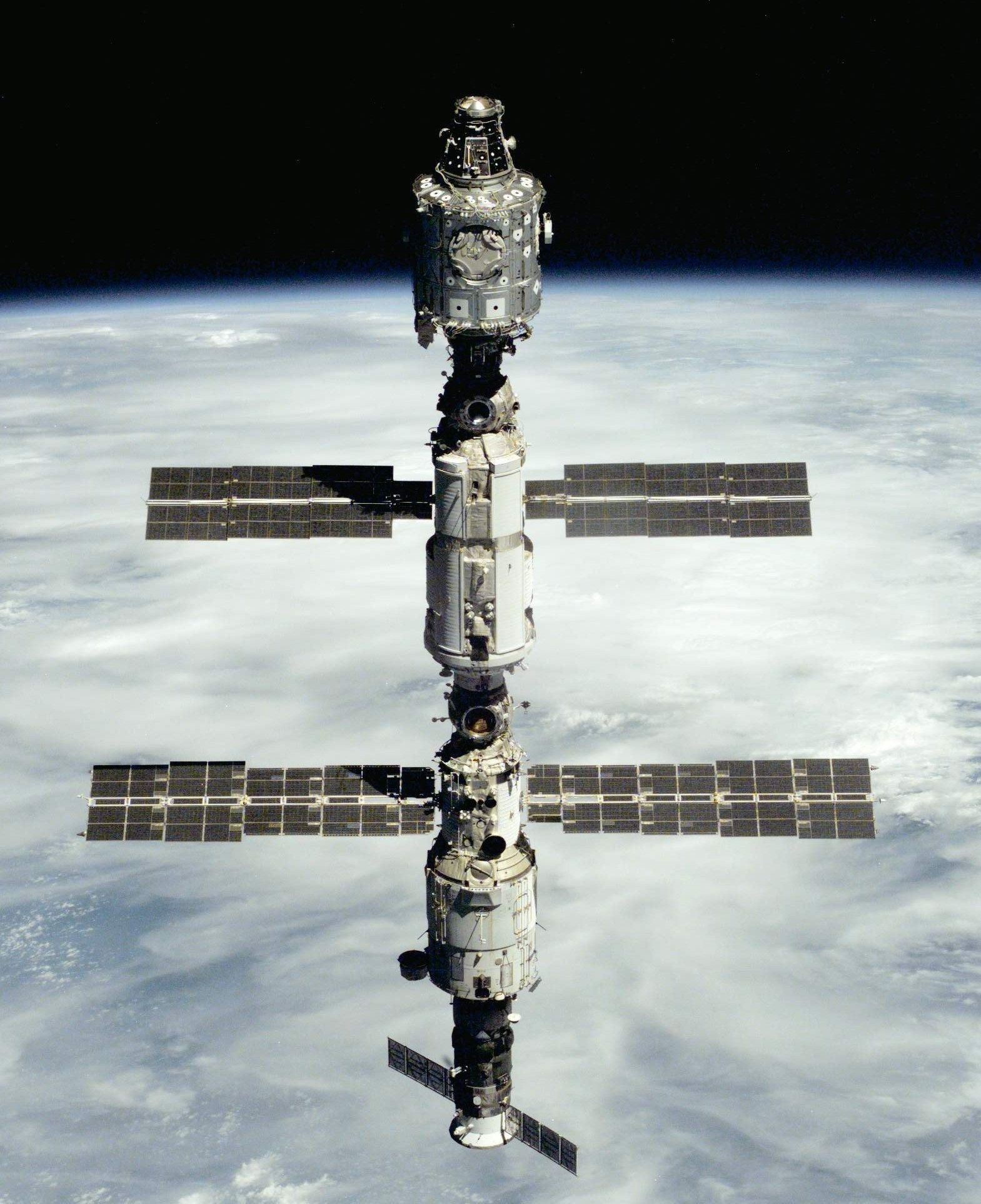
El llegat de la Mir—mòduls centrals de l'Estació Espacial Internacional, la Fase Dos del programa ISS

### Fases Dos i Tres: ISS (1998–2020)
Amb l'aterratge del Discovery el 12 de juny de 1998, va finalitzar la Fase U del programa. Les tècniques i equips desenvolupats durant el programa van ajudar en el desenvolupament de la Fase Dos: la construcció inicial de l'Estació Espacial Internacional (ISS). En 2013, la ISS consisteix en tretze mòduls pressuritzats i una gran estructura de carcassa, que la converteix en la nau espacial més gran mai construïda. L'arribada del Mòdul Laboratori Destiny en el 2001 va marcar el final de la Fase Dos i l'inici de la Fase Tres, l'equipament final de l'estació, actualment en desenvolupament.
L'estació completa consisteix en cinc laboratoris disponibles per contenir sis tripulants. Amb més de 1000 metres cúbics de volum pressuritzat i una massa de 400.000 kg l'estació completa forma el doble de les dimensions combinades de la nau espacial Transbordador–Mir. Les Fases Dos i Tres van ser destinades a continuar la cooperació internacional a l'espai i la investigació científica en gravetat zero, particularment en relació amb el vol espacial de llarga duració. Els resultats d'aquestes investigacions proveeixen d'informació considerable per a expedicions de llarga duració en vols a la Lluna i Mart.
Després de la desorbitació intencional de la Mir el 23 de març de 2001, la ISS es va convertir en l'única estació espacial en òrbita al voltant de la Terra. El llegat de la Mir continua en la nova estació, permetent a cinc agències espacials la causa de l'exploració preparant-se per a següents passos, com la Lluna, Mart i més enllà.

## Controvèrsia

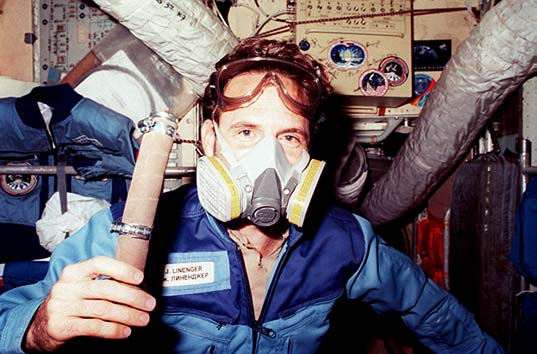
L'astronauta Jerry Linenger portant una màscara respiratòria després de l'incendi de 1997 a bord de la Mir

### Seguretat i retorn científic
El criticisme del programa va ser bàsicament per la preocupació amb la seguretat de l'envellida Mir, particularment després de l'incendi a bord de l'estació i la col·lisió amb la nau de subministraments Progress en el 1997.
L'incendi causat per un malfuncionament d'un generador d'oxigen de combustible sòlid (o SFOG de l'anglès Solid-Fuel Oxygen Generator), d'acord amb diverses fonts, entre 90 segons i 14 minuts, i va produir grans quantitats de fum tòxic que va omplir l'estació durant 45 minuts. Això va forçar a la tripulació a utilitzar els respiradors, però algunes màscares respiratòries inicialment utilitzades es van trencar. Els extintors muntats a les parets dels mòduls van ser inamovibles. El foc va ocórrer durant la rotació de la tripulació, i hi havia sis homes a bord de l'estació en comptes dels tres usuals. L'accés a una de les Soiuz acoblades d'emergència va ser bloquejat, que va impedir l'escapada de la meitat de la tripulació. Un incident semblant va tenir lloc en una expedició de la Mir anteriorment, però en aquell cas el SFOG va cremar durant uns pocs segons.
Els incidents d'alertes de col·lisió i la col·lisió amb una nau d'abastiment van marcar els problemes de seguretat. Ambdós van ser causats per l'error de la mateixa peça de l'equip, el sistema d'acoblament manual TORU, que estava en procés de proves en aquell temps. Es van autoritzar les proves per mesurar el rendiment de l'acoblament a llarga distància, ja que els russos patien problemes financés i havien de retirar el car sistema d'acoblament automàtic Kurs de les naus Progress.
Els accidents també van augmentar el criticisme de la fiabilitat de l'envellida estació. L'astronauta Blaine Hammond va declarar que les seves preocupacions de seguretat van ser ignorats quant a la Mir pels funcionaris de la NASA, i que les gravacions de les converses sobre seguretat "van desaparèixer". La Mir va ser originalment dissenyada per volar cinc anys però eventualment va triplicar aquesta durada. Durant la Fase U i posteriorment, l'estació va mostrar la seva edat—errors informàtics constants, pèrdua d'energia, girs descontrolats a l'espai i fuites en canonades sempre presents per a la tripulació. També va ser font de preocupació les diverses avaries del sistema de generació d'oxigen Elektron de la Mir. Aquestes avaries va provocar que els tripulants es convertissin realment dependents dels sistemes SFOG que van causar l'incendi en el 1997. Els sistemes SFOG continuen sent un problema a bord del ISS.
Un altre tema de controvèrsia va ser l'escala del retorn de dades científiques, particularment després de la pèrdua del mòdul científic Spektr. Els astronautes, administradors i diversos membres de la premsa es van quejar dels beneficis del programa van ser superats pels riscs associats, especialment considerant el fet que la majoria d'experiments científics americans es trobaven en el mòdul afectat. Com a resultat, una gran quantitat d'investigacions americanes foren inaccessibles, reduint la ciència que es podia realitzar. Els problemes de seguretat van fer que la NASA reconsiderés el futur del programa en diverses ocasions. Eventualment, l'agència va decidir en continuar i va excusar poc amb la premsa en relació amb la decisió.

### Actituds
Les actituds del programa espacial rus i la NASA sobre la Fase U també foren una preocupació pels astronautes involucrats. Com que Rússia patia problemes financers, molts treballadors del TsUP van sentir que el maquinari de la missió i la continuació de la Mir era més important que les vides dels cosmonautes de bord de l'estació. Com que el programa va funcionar de manera molt diferent dels programes americans: els cosmonautes tenien els seus dies planificats al minut, accions (com l'acoblament) que podia ser realitzat manualment pels pilots del Transbordador van ser tots realitzats automàticament, i els cosmonautes havien d'estar atents si hi havia qualsevol error durant els vols. Els americans van aprendre a bord del Skylab i en missions espacials anteriors que aquest nivell de control no era productiu i havien realitzat plans de missió més flexibles. Els russos, en canvi, no es van moure, i part del temps de treball significant es va perdre per aquest motiu.
Després de dos accidents en el 1997, l'astronauta Jerry Linenger va notar que les autoritats russes van intentar reduir la importància dels incidents, tement que els americans rebutjarien la cooperació. Una gran part d'aquest encobriment va ser la impressió que els astronautes americans no eren "socis" de fet a bord de l'estació, sinó "convidats". L'equip de la NASA no va saber en diverses hores de l'incendi i la col·lisió i van trobar que havien de dur a terme els processos de decisions per ells mateixos. La NASA es va involucrar més quan els controladors de la missió russos van donar la culpa de l'accident exclusivament a Vasily Tsibliyev. Només va ser després de l'aplicació significant de pressió per part de la NASA quan es va canviar aquesta postura.
En diverses ocasions durant el programa, els administradors i personal de la NASA van descobrir per ells mateixos en termes de limitació de recursos i mà d'obra, particularment quan es preparaven per a la Fase Dos, i va haver-hi un temps dur en tota l'administració de la NASA. Una àrea particular de contenció va ser amb les tasques de les tripulacions en les missions. Molts astronautes van al·legar que el mètode de selecció van impedir que moltes persones amb talent puguin realitzar millor les tasques.

### Finances
Des de la ruptura de la Unió Soviètica uns anys abans, l'economia russa es va col·lapsar a poc a poc i el pressupost per a l'exploració espacial es va reduir en un 80%. Abans i després de la Fase U, un gran acord per a les finances espacials russes foren els vols d'astronautes d'Europa i altres països, amb un canal de televisió japonès pagant 9,5 milions de dòlars per tenir un dels seus periodistes, Toyohiro Akiyama, a bord de la Mir. A l'inici de la Fase U, els cosmonautes regularment van veure les seves missions ampliades per estalviar diners en coets, els sis anys de vols de les Progress van ser reduïts a tres, i va haver la possibilitat de vendre la Mir al voltant de 500 milions de dòlars.
Els crítics van argumentar que només el contracte de 325 milions de dòlars que la NASA tenia amb Rússia va permetre mantenir el programa espacial rus, i només el Transbordador Espacial va mantenir la Mir orbitant. La NASA també va pagar grans tarifes per l'entrenament manual i equip utilitzat pels astronautes entrenant-se en la Ciutat de les Estrelles. Els problemes van arribar quan el programa Nightline de l'ABC va revelar que hi havia la possibilitat de malversació de les finances americanes per part de les autoritats russes per poder construir un conjunt de noves cases per a cosmonautes a Moscou, o bé que els projectes de construcció eren finançats per la màfia russa. L'administrador de la NASA, Goldin, va ser convidat al programa Nightline per defendre les cases però va rebutjar per comentar. El funcionari d'afers exteriors de la NASA va declarar que "Rússia fa amb els seus diners el que vol."